# Custos dos Jogos Olímpicos
Os Jogos Olímpicos têm produzido ganhos e perdas para suas cidades. A tabela a seguir,analisa os custos individuais de cada edição,sem externalidades negativas, tais como os custos ambientais e sociais, que são difíceis de quantificar.

## Custos dos Jogos
| Cidade sede         | Contribuições de Impostos | Custo Final    | Orçamento inicial | Lucro / Prejuízo          | Ano em que a dívida terminou de ser paga | Notas |
| ------------------- | ------------------------- | -------------- | ----------------- | ------------------------- | ---------------------------------------- | --- |
| Los Angeles 1984    |                           |                |                   | Lucro de US$ 250 milhões  | 1984                                     | Considerada a edição financeiramente mais bem sucedida, especialmente após o desastre financeiro de Montreal.                                                                                 |
| Seul 1988           |                           |                |                   | US$300 Milhões            | 1988                                     | Um lucro recorde para uma Olimpíada financiada pelo estado |
| Barcelona 1992      |                           |                |                   | Lucro de US$ 5 milhões    | 1992                                     | |
| Lillehammer 1994    |                           |                |                   |                           |                                          | |
| Atlanta 1996        | US$500 Milhões            | US$1.8 Bilhões |                   | $10 Milhões de lucro      | 1996                                     | Apesar do lucro,Atlanta teve uma relação muito forte de dependência com os patrocinadores,fazendo com que muitos analistas considerem esta edição como a de maior comercialização da história |
| Nagano 1998         |                           |                |                   |                           |                                          | |
| Sydney 2000         |                           |                |                   | US$1.765 Bilhões de lucro |                                          | |
| Salt Lake City 2002 |                           | US$2 Bilhões   |                   | US$101 Milhões de lucro   | 2002                                     | Encargos adicionais excluídos já que estes Jogos Olímpicos aconteceram cinco meses após os ataques terroristas de 11 de setembro.                                                             |
| Atenas 2004         |                           | US$15 Bilhões  | US$6 Bilhões      | Net loss                  |                                          | Em 2008,Algumas instalações se tornaram elefante-brancos |
| Turim 2006          |                           | US$3.6 Bilhões |                   |                           |                                          | |
| Pequim 2008         |                           | US$43 Bilhões  |                   |                           |                                          | |
| Vancouver 2010      |                           |                | US$165 Milhões    |                           |                                          | Os custos estimados são de US$1 bilhão |
| Londres 2012        |                           |                |                   |                           |                                          | |
| Sochi 2014          |                           |                |                   |                           |                                          | |
| Rio de Janeiro 2016 |                           |                |                   |                           |                                          | |